# Ozarba albimarginata
Ozarba albimarginata is een vlinder van de familie van de uilen (Noctuidae). De wetenschappelijke naam van deze soort is voor het eerst voorgesteld als Metachrostis albimarginata door George Francis Hampson in een publicatie uit 1896.
De soort komt voor in Ethiopië, Somalië en Zuid-Afrika.